# 卬 (羌)
卬（?—?），古羌人领袖。无弋爰剑之孙。秦献公初即位，兵临渭首，灭狄戎。忍的叔父畏秦国之威，将其部落附落南去，出赐支河曲西数千里，与众羌绝远，不再交往。其后子孙成为越巂羌牦牛种；广汉羌白马种；武都羌参狼种。忍和弟弟舞独留湟中。